# I dieci comandamenti (spettacolo)
I dieci comandamenti è stato uno spettacolo televisivo ideato e condotto da Roberto Benigni, andato in scena dal Palastudio di Cinecittà su Rai 1, trasmesso in onda in diretta il 15 e 16 dicembre 2014 e riproposto in replica su Rai 5 il 25 dicembre successivo. È dedicato alla lettura dei dieci comandamenti, con l'obiettivo di riuscire a spiegare in maniera chiara e semplice il significato delle tavole che, secondo la Bibbia, Dio diede a Mosè. Il programma viene riproposto in replica il 25 dicembre 2015 su Rai 1. Viene riproposto ancora una volta nella serata di sabato 9 maggio 2020 in prima serata su RaiUno.

## Ascolti TV
| Canale       | Messa in onda              | Telespettatori | Share  |
| ------------ | -------------------------- | -------------- | ------ |
| Rai 1/Rai HD | 15 dicembre 2014 (Diretta) | 9 104 000      | 33,22% |
| Rai 1/Rai HD | 16 dicembre 2014 (Diretta) | 10 266 000     | 38,32% |
| Rai 5        | 25 dicembre 2014 (Replica) | –              | –      |
| Rai 1/Rai HD | 25 dicembre 2015 (Replica) | 3 476 000      | 17,02% |
| Rai 1        | 9 maggio 2020 (Replica)    | 3 466 000      | 14,2 % |

## Premi
- 2015 - Premio Regia Televisiva categoria Evento Straordinario TV dell'anno